# Elecciones parlamentarias de Serbia de 2003
El 28 de diciembre de 2003 se celebraron elecciones parlamentarias en Serbia para elegir a los miembros de la Asamblea Nacional. Serbia era una de las dos unidades federales de Serbia y Montenegro, antes conocida como República Federativa de Yugoslavia.
Serbia se encontraba en un estado de crisis política desde el derrocamiento del gobernante poscomunista, Slobodan Milošević, en 2001. Los reformistas, encabezados por el expresidente yugoslavo Vojislav Koštunica, no lograban hacerse con el control de la presidencia de serbia porque tres elecciones presidenciales sucesivas no lograron el 50% de participación requerido para validarlas. El asesinato en marzo de 2003 del primer ministro reformista Zoran Đinđić del Partido Demócrata fue un gran revés.
En estas elecciones la antigua alianza reformista, Oposición Democrática de Serbia (DOS), se había dividido en tres partidos: el Partido Democrático de Serbia (DSS) de Koštunica, el Partido Demócrata (DS) de Boris Tadić y G17 Plus grupo de economistas liberales dirigidos por Miroljub Labus.
En la oposición estaban el Partido Radical Serbio (SRS) nacionalista de Vojislav Šešelj y el Partido Socialista de Serbia (SPS) de Slobodan Milošević (heredero del antiguo Partido Comunista). En el momento de las elecciones, tanto Šešelj como Milošević estaban detenidos en el Tribunal Penal Internacional para la ex Yugoslavia, Milošević acusado de cometer crímenes de guerra y Šešelj de inspirarlos.
El resto de la oposición era la coalición monárquica Movimiento de Renovación Serbia-Nueva Serbia (SPO-NS), encabezada por Vuk Drašković.
Después de las elecciones, los tres antiguos partidos del DOS (DSS, DS y G17+) se quedaron a dos escaños de la mayoría parlamentaria, con 124 escaños entre ellos. Después de meses de conversaciones de coalición, Koštunica, Labus y los partidos de Drašković llegaron a un acuerdo con el apoyo externo del Partido Socialista de Serbia (SPS) en marzo de 2004 que permitió a Koštunica del Partido Democrático de Serbia (DSS) convertirse en primer ministro.

## Antecedentes
Zoran Đinđić, primer ministro y principal líder de la coalición gobernante, fue asesinado el 12 de marzo frente al edificio del Gobierno. Zoran Zivkovic, el entonces vicepresidente del Partido Demócrata y Ministro Federal de la Policía, fue elegido nuevo primer ministro. Su gobierno se diferenciaba del de Đinđić solo en la elección de un nuevo vice primer ministro: Cedomir Jovanovic.
En octubre, el Parlamento serbio inició un debate de censura contra el gobierno, iniciado por la oposición. En medio de ese debate, el 13 de noviembre, la entonces Presidenta de la República, Natasa Mićić, disolvió el parlamento y convocó elecciones anticipadas para el 28 de diciembre.
El Partido Demócrata (DS) decidió ir a las urnas por su cuenta y eligió a Boris Tadić, vicepresidente del partido y ministro de Defensa federal, como titular de la lista. Ese fue el fin del DOS, porque los partidos de esa coalición no se presentaron juntos en las elecciones.
Según el informe de la OSCE, cuatro listas electorales incluían como candidatos a acusados de crímenes de guerra, tres de los cuales eran titulares de listas.

## Resultados
| Partido o Alianza         | Partido o Alianza | Votos     | %     | Escaños | +/– |
| ------------------------- | --- | --------- | ----- | ------- | --- |
|                           | Partido Radical Serbio | 1,056,256 | 27.61 | 82      | +59 |
|                           | Alianza del DSSPartido Democrático de Serbia Partido Liberal Partido Popular Democrático Partido Demócrata Serbio | 678,031   | 17.72 | 53      | +8  |
|                           | Alianza del DSPartido Demócrata Centro Democrático Unión Socialdemócrata Partido Demócrata Serbio Partido Democrático Bosnio de Sanjak Partido Social-Liberal de Sanjak | 481,249   | 12.58 | 37      | -25 |
|                           | G17 Plus/Partido Socialdemócrata | 438,422   | 11.46 | 34      | +34 |
|                           | Movimiento de Renovación Serbio-Nueva Serbia | 293,082   | 7.66  | 22      | +14 |
|                           | Partido Socialista de Serbia | 291,341   | 7.61  | 22      | -15 |
|                           | |           |       |         |     |
|                           | Juntos por la ToleranciaLiga de los Socialdemócratas de Voivodina Alianza de Húngaros de Voivodina Partido Demócrata Sanjak Liga para Šumadija Alianza Democrática de Croatas de Voivodina Alianza Popular Croata Movimiento Demócrata Europeo Movimiento Cívico de los Magiares de Voivodina Partido Democrático de los Rom de Serbia Alianza Democrática de Búlgaros en Serbia Unión Vojvodina Partido Europeo Partido para Sanjak Organización Liberal Bosniaca Partido Socialdemócrata de los Trabajadores | 161,765   | 4.28  | 0       | -19 |
|                           | Alternativa Democrática | 84,463    | 2.24  | 0       | –6  |
|                           | Por la Unidad NacionalPartido de la Unidad Serbia Partido Campesino Popular Partido Popular Nuestra Casa Serbia Partido Serbio | 68,537    | 1.82  | 0       | –10 |
|                           | Otpor! | 62,545    | 1.66  | 0       | 0   |
|                           | Serbia IndependientePartido Cristiano Democrático de Serbia Partido de la Patria Democrática Movimiento Democrático de Rumanos de Serbia Partido Campesino Justicia Serbia | 45,211    | 1.20  | 0       | –7  |
|                           | Partido Popular Socialista | 27,596    | 0.73  | 0       | 0   |
|                           | Liberales de Serbia | 22,852    | 0.61  | 0       | –   |
|                           | Reformistas-del Partido Socialdemócrata de Voivodina-de Serbia | 19,464    | 0.52  | 0       | –4  |
|                           | Defensa y JusticiaDemocracia Social Justicia del Partido Popular Partido de Trabajadores y Jubilados Partido Socialdemócrata de los Verdes | 18,423    | 0.49  | 0       | –9  |
|                           | Potencial Empresarial de Serbia y la Diáspora | 14,113    | 0.37  | 0       | –   |
|                           | Partido Laborista | 4,666     | 0.1   | 0       | –   |
|                           | Izquierda Yugoslava | 3,771     | 0.12  | 0       | –   |
|                           | Alianza de los Serbios de Voivodina | 3,015     | 0.10  | 0       | –   |
|                           | |           |       |         |     |
| Votos Válidos             | Votos Válidos | 3.774.802 |       |         |     |
| Votos en blanco/nulos     | Votos en blanco/nulos | 49,755    | –     | –       | –   |
| Total                     | Total | 3,824,557 | 100   | 250     | 0   |
| Registrados/Participación | Registrados/Participación | 6,511,450 | 58.75 | –       | –   |
| Fuente: Nohlen & Stöver   | |           |       |         |     |